# Тиле, Альфонсо
Альфонсо Тиле (итал. Alfonso Thiele; 5 апреля 1920, Константинополь, Османская империя — 15 июля 1986, Новара, Пьемонт) — автогонщик, имевший двойное гражданство США и Италии, в которой провёл большую часть жизни. Участвовал в одном Гран-при чемпионата мира Формулы-1 4 сентября 1960 года, в котором не набрал очков. Большую часть карьеры участвовал в гонках на спортивных автомобилях.

## Карьера автогонщика
Работал водителем-испытателем Abarth и участвовал во многих мероприятиях и гонках. В 1955 году был членом команды, которая преодолела 3743,642 км со средней скоростью 155,985 км/ч на трассе в Монце. Неделю спустя, в присутствии журналистов, команда установила рекорды на 500 км, 500 миль, 1000 км, 48 часов и 72 часа.

## Личная жизнь
Во время Второй мировой войны был капитаном Управления стратегических служб у итальянских антифашистских партизан. Там познакомился с партизанкой Валькирией Террадурой, которая позже была награждена Серебряной медалью за воинскую доблесть. Они поженились и некоторое время жили в Соединённых Штатах Америки после войны, прежде чем вернуться в Италию. Она продолжала активно участвовать в политике и работала в ветеранской организации — Национальная ассоциация итальянских партизан.